# رایت بای کیتسبول
رایت بای کیتسبول (به آلمانی: Reith bei Kitzbühel) یک منطقهٔ مسکونی در اتریش است که در کیتسبول واقع شده‌است. رایت بای کیتسبول ۱۵٫۶۶ کیلومتر مربع مساحت دارد ۷۶۲ متر بالاتر از سطح دریا واقع شده‌است.